# 日本三景交通

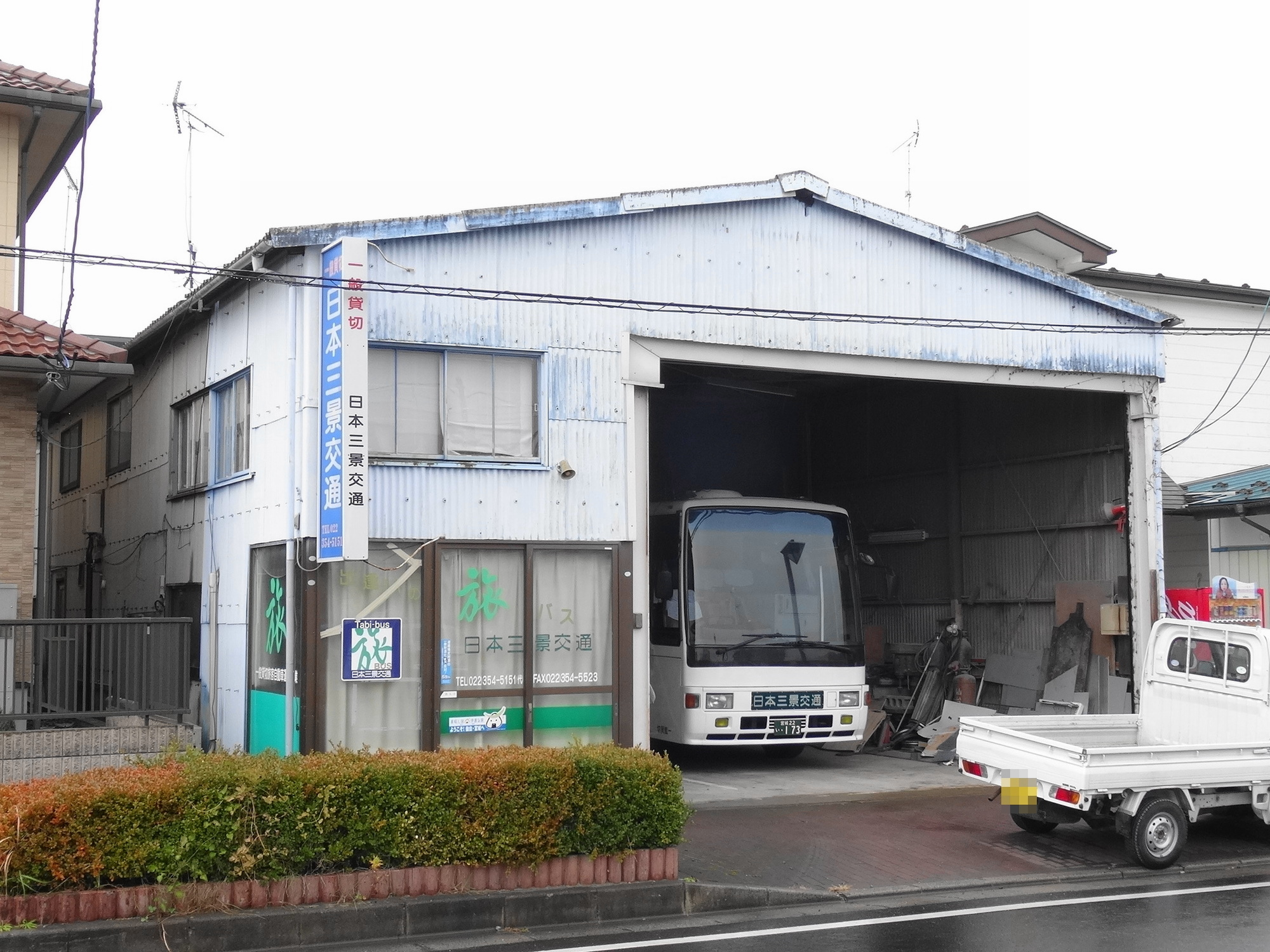
松島駅近くにある旧本社

日本三景交通株式会社（にほんさんけいこうつう）は、宮城県宮城郡松島町に本社を置く観光貸切専業のバス会社。
『旅バス』の愛称名で知られ、白い車体に大きく「旅」の文字が刻まれている。

## 組織
本社
- 宮城県宮城郡松島町高城字田中裏23-16

福岡営業所（事業廃止）赤字により
- 福岡県糸島市曽根北730-1

## 沿革
- 1985年3月 - 「有限会社松島回送」として設立。
- 1988年6月 - 「有限会社日本三景交通」に商号変更。
- 1997年10月 - 松島町より町営バスの車両運転業務を受託。
- 2000年10月6日 - 松島 - 塩釜 - 仙台空港の路線を開業。
- 2002年12月26日 - 仙台空港 - 安比高原間の路線を開業（2004年12月路線廃止）。
- 2003年10月 - 「日本三景交通株式会社」に組織変更。
- 2003年12月 - 松島 - 鳴子間、松島→鳴子→中尊寺→松島の路線を開業（2005年9月路線廃止）。
- 2004年11月 - 福岡営業所を開設し、福岡県へ進出。
- 2007年3月 - 仙台空港アクセス線の開業に伴い、松島 - 塩釜 - 仙台空港の路線を廃止。
- 2009年3月 - 本社社屋を現在地に移転。
- 2011年1月31日 - 福岡営業所事業廃止に伴い、福岡県から撤退。
- 2024年6月17日 - 山形県上山市の旅館前で、出発準備をしていたバスが、誘導していたバスガイドを電柱に挟み死亡させる事故を起こし、69歳の運転士が現行犯逮捕された[1]。当該バスガイドは、2022年4月に「宮城マスター検定」1級に合格したことが当社サイトに掲載されていた[2]。

## 車両

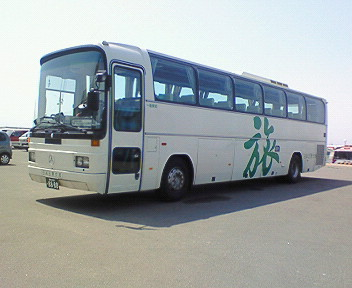
かつて保有していたメルセデス・ベンツ社製の車両（O303RHD）

- 現在は国内4メーカーの車両[3]16台を保有している（大型12台、中型3台、小型1台）[4]。
- かつてはメルセデス・ベンツ社製の車両を保有していたこともある[5]。